# Paradeplatz
La Paradeplatz es una plaza en la Bahnhofstrasse, en el centro de la ciudad de Zúrich en Suiza. La parada de tranvía Paradeplatz es servida por las líneas 2, 6, 7, 8, 9, 11 y 13. Es uno de los espacios más caros de bienes raíces en Suiza y se ha convertido en sinónimo de riqueza y de los bancos suizos, siendo el lugar donde se ubica la sede de tanto de UBS como de Credit Suisse.
El sitio de la plaza estaba fuera de las murallas medievales de la ciudad, y se incorporó a la ciudad con la construcción de las nuevas murallas en 1642.
Durante el siglo XVII sirvió como un mercado de ganado, conocido como Säumärt ("mercado de cerdos"), rebautizado luego Neumarkt "nuevo mercado" en 1819 y finalmente con su nombre actual tras la construcción de la Bahnhofstrasse (en 1865).